# 森本千賀子
森本 千賀子（もりもと ちかこ、1970年7月9日 - ）は、日本の実業家、キャリアデザイナー、著作家、講演家。「株式会社morich」代表取締役 兼 All Rounder Agent、「株式会社morichｰTo」代表取締役、「株式会社 and morich」代表取締役。滋賀県高島郡（現・高島市）マキノ町出身、獨協大学外国語学部英語学科卒業。

## 概要
1993年、株式会社リクルート人材センター(現・リクルート）に入社。大手からベンチャーまで幅広い規模・業種の企業に対する人材戦略コンサルティング、採用支援サポート全般を手掛け、主に経営幹部・CxOクラスの採用支援を中心に、3万名超の求職者と接点を持ち2,000名超の転職に携わる。リクルートでは、累計売上実績歴代トップ、全社MVP など受賞歴30回超。
2017年、株式会社morichを設立。「オールラウンダーエージェント」として「困ったときのモリチ」をvisionに人材紹介事業のほか、スタートアップ支援やビジネスマッチング等、多様な事業を展開。
NHK「プロフェッショナル～仕事の流儀～」「ガイアの夜明け」等、「日経on-line」「PRESIDENT」「人間発見」にも取り上げられるなどの各種メディアへの出演、『1000人の経営者に信頼される人の仕事の習慣』『本気の転職』等の十数冊の著書の執筆、年間100回以上の講演多数。社外取締役・NPO理事・顧問・アンバサー、各種自治体の委員等も歴任し「パラレルキャリア」を意識した多様な働き方を体現。

## 役職
- 厚生省「女性の活躍推進及び両立支援に関する検討会」委員[1]
- 内閣府「官民人材交流センター国家公務員OBOG採用促進委員会」委員[1]
- 山形県「Yamagata幸せデジタル化有識者会議」委員[2]
- 山形県「若者女性県内就職・定着促進協議会」アドバイザー[3]
- 山形県「山形県総合審議会」委員[4]
- 福井県「プレゼン甲子園」審査委員[1]
- 「一般社団法人ソーシャル・インベストメント・パートナーズ」理事[5]
- 「特定非営利活動法人放課後NPOアフタースクール」理事[6]
- 「一般社団法人静岡県ラグビーフットボール協会」理事[7]
- 「株式会社ヒーロープロデューサー」社外取締役[8]
- 「株式会社SHE」社外取締役[9]
- 「コクー株式会社」社外取締役[10]
- 「ITbookホールディングス株式会社」社外取締役[8]
- 「ARアドバンストテクノロジ株式会社」社外取締役[11]

## 経歴
滋賀県高島郡（現・高島市）マキノ町生まれ。滋賀県立高島高等学校、獨協大学外国語学部英語学科を卒業。
1993年（平成5年）リクルート人材センター（現リクルート）に入社。転職エージェントとしてベンチャーから大手企業までの採用支援をはじめとする人材採用コンサルティングを推進。その後、リクルートエグゼクティブエージェントに転籍。CxO（経営幹部層）に特化した採用支援、キャリア支援に従事。
1999年（平成11年）29歳で結婚、2003年（平成15年）33歳で長男、2009年（平成21年）39歳で二人目を出産。
2009年（平成21年）大和書房から初の著書『社長が欲しい「人財」！―リクルートエージェントNo.１営業ウーマンが教える』を出版。なぜあの人は採用されたのか？数万人の転職者を見た森本だからわかる真に求められる「人財」とはを書き下ろした。
2012年（平成24年）カリスマ転職エージェントとして、NHK総合「プロフェッショナル～仕事の流儀～」に出演。
2015年（平成27年）一般社団法人ソーシャル・インベストメント・パートナーズ理事、特定非営利活動法人放課後NPOアフタースクール理事就任。
2017年（平成29年）3月に株式会社morich設立、代表取締役 兼 All Rounder Agentとして就任。個人事業主として副業・兼業。同年9月にリクルートを卒業し、10月に独立。
2020年（令和2年）山形県「Yamagata幸せデジタル化有識者会議」委員、福井県「プレゼン甲子園」審査委員就任。
2021年（令和3年）一般社団法人静岡県ラグビーフットボール協会理事、株式会社ヒーロープロデューサー社外取締役就任、山形県「若者女性県内就職・定着促進協議会」アドバイザー主任。
2022年（令和4年）4月15日、テレビ東京「ガイアの夜明け」に特集される。同年4月、株式会社SHE社外取締役就任、同年5月、コクー株式会社社外取締役就任。
2023年（令和5年）自身の冠番組「morichの部屋」が放送開始。自身がMCとして上場企業の社長をゲストに招いてリアルのビジネス論をディスカッションしていく生放送。同年6月、 ITbookホールディングス株式会社 社外取締役就任※グロース市場。同年12月、ARアドバンストテクノロジ株式会社社外取締役就任※グロース市場。
日経オンライン・プレジデントオンライン連載。著書に『1000人の経営者に信頼される人の仕事の習慣』『本気の転職』『無敵の転職』等がある。
東京大学、神戸大学、関西大学、青山学院大学、立教大学、中央大学、慶応大学、東北大学等で講義。情報経営イノベーション専門職大学 客員教員、新渡戸文化学園フューチャーアドバイザーを務める。

## 人物
- 2児の母[14]。
- リクルート出身で、これまで3000人以上の転職を成功させたトップエージェント[17]。
- 好きな言葉「一期一会」「我逢人」[14]。
- 「ラグ女」と自信を呼ぶ。ラグビー好きが功を奏して大学時代ラグビー部マネージャーを務め、現在、静岡ラグビーフットボール協会理事を務める[19]。
- あだ名は「もりち」。森本千賀子を短縮して呼ばれている。社名「morich」の由来は「morichi」と水路「channel」を掛け合わせた造語から来ている。「ひとや組織のあらゆる想いが正しく繋がり、新たな潮流があふれる社会を作り出していくための結節点になる」という理由[20]。

## ビジネス論
- 最大の武器は顔の広さ、業界でも指折りと言われる人脈[14]。
- テレビ番組に出演した際、プロフェッショナルとは？と聞かれて「無限の可能性を信じて、進化し続けること。チャレンジし続けること。それが出来る人。あと揺るぎない信念を持って志を形にしていく人」と答えている[14]。

## 著書
※ 国立国会図書館「森本千賀子」調べ
- 『社長が欲しい「人財」！―リクルートエージェントNo.１営業ウーマンが教える』（大和書房、2009年2月20日）　ISBN 978-4479792536
- 『No.1営業ウーマンの「朝３時起き」でトリプルハッピーに生きる本』（幻冬舎、2012年11月9日）　ISBN 978-4344022836
- 『後悔しない社会人１年目の働き方』（西東社、2014年2月3日）　ISBN 978-4791620449
- 『HONKI SWITCH ON - 本気になれば人生が変わる！』（ウィズワークス、2013年2月18日）　ISBN 978-4904899359
- 『1000人の経営者に信頼される人の仕事の習慣』（日本実業出版社、2013年7月19日）　ISBN 978-4534051011
- 『メンターBOOKS 女性管理職のFAQ』（朝日新聞出版、2013年6月20日）　ISBN 978-4023312074
- 『本気の転職パーフェクトガイド―トップコンサルタントが教える』（新星出版社、2013年11月1日）　ISBN 978-4405006041
- 『35歳からの「人生を変える」転職』（秀和システム、2016年4月25日）　ISBN 978-4798046464
- 『カリスマヘッドハンターが教えるのぼりつめる男と課長どまりの男』（サンマーク出版、2017年10月5日）　ISBN 978-4763136367
- 『トップコンサルタントが教える 無敵の転職』（新星出版社、2019年9月13日）　ISBN 978-4405006089

監修
- 『マンガでわかる 成功する転職』（池田書店、2019年7月5日）　ISBN 978-4262174747

## 出演

### テレビ
- 『プロフェッショナル～仕事の流儀～』（NHK総合）[14]
- 『ガイアの夜明け』（テレビ東京）[17]
- 『ローランド先生』（フジテレビ）
- 『ジャニーズWESTの出世する人・しない人』（フジテレビ）[21]
- 『首都圏情報 ネタドリ!』（NHK総合）[22]

### ラジオ
- 『女性の輝きに、限界なんてない～藤田ニコルと働く女性50人』（TBSラジオ）[23]

### インターネット放送
- 『morichの部屋』（YouTubeチャンネル）- レギュラーMC
- 『ABEMA Prime』（AMBA） - コメンテーター[24]
- 『大変革？ニューノーマルの雇用と働き方』（テレ東BIZ） ※ https://www.youtube.com/2UvPwux
- 『PIVOT』（YouTubeチャンネル）　※ https://www.youtube.com/0Dn6cJ
- 『♯シゴトズキ』（フジテレビ公式YouTubeチャンネル）　※ https://www.youtube.com/TNvJFuY
- 『Panasonic Connect』（Panasonic公式YouTubeチャンネル）　※ https://www.youtube.com/bfYuL0ZC

### 新聞
- 日本経済新聞 - ※【連載】「人間発見」[25]
- 日経産業新聞 - ※【連載』「次世代リーダーの転職学」[26]
- 読売新聞[26]

### 雑誌
※ 国立国会図書館「森本千賀子」調べ
- 週刊東洋経済（東洋経済新報社）
- AERA（朝日新聞出版）
- 月刊総務（池田書店）
- プレジデント（プレジデント社）
- ビジネスリサーチ（企業研究会）
- 明日の地域と企業の情報誌（静岡経済研究所）
- 翼（航空自衛隊連合幹部会）
- 先見経済（清話会）
- 人事マネジメント（ビジネスパブリッシング）
- ケアマネジャー（中央法規出版）
- エコノミスト（毎日新聞出版）
- たまひよ（ベネッセコーポレーション）[26]
- THE21（PHP）[26]
- エコノミスト（毎日新聞出版）[26]
- SPA!（扶桑社）[26]
- BRUTUS（マガジンハウス）[26]

### ウェブニュース
- 日経オンライン - ※【連載】「NIKKEI STYLE」「日経DUAL」「日経Doors」[27][28][29]
- ｋufura - ※【連載】[26]
- BUSINESS INSIDER - ※【連載】「その転職の”常識”間違ってない？」[26]
- WEBプレジデント - ※【連載】[26]
- 東京カレンダー - ※【連載】「華麗なる転職」[26]
- NewsPicks[30]
- 新R25（サイバーエージェント）[31][32][33]